# Víctor Manuel Grimaldi Céspedes
Víctor Manuel Grimaldi Céspedes (Santo Domingo, 22 de diciembre de 1949) es un periodista, historiador, político y diplomático dominicano. 

## Reseña biográfica
Su educación primaria y secundaria la recibió en colegios católicos de Santo Domingo capital de la República Dominicana: San Juan Bosco, Nuestra Señora de la Altagracia y De La Salle. Se graduó en Filosofía y Letras en el Liceo Juan Pablo Duarte. Hizo estudios universitarios de Economía e Ingeniería de Sistemas en el Instituto Tecnológico de Santo Domingo. 

### Experiencia de Trabajo
En sus años juveniles formó parte del Instituto de Promoción Social fundado por los Hermanos De la Salle y convivió durante los años 1966, 1967 y 1968 como trabajador social en los barrios marginales de Santo Domingo desarrollando programas inspirados en la Doctrina Social Católica, a la luz de las enseñanzas del Concilio Vaticano Segundo. 
El 14 de junio de 1969 comenzó su carrera periodística en el diario dominicano El Nacional de Ahora. Sus primeras experiencias como profesional de la comunicación las tuvo cubriendo las actividades de la Iglesia Católica. En 1971 y 1972 fue invitado por la Conferencia de Obispos Católicos de los Estados Unidos al encuentro CICOP latinoamericano que entonces se celebraba anualmente en la ciudad de Washington D. C.. 
Ha sido columnista de diarios dominicanos, entre ellos Listín Diario y La Noticia, y ha producido programas educativos de televisión. 
Ha participado en numerosos cursos y seminarios sobre temas económicos, políticos y sociales en Santo Domingo, Washington D. C., Nueva York, Ann Arbor, La Habana, Madrid, Taipéi, Quito, Caracas y Roma. Entre otras entidades, estos seminarios y cursos han tenido el patrocinio del Banco Interamericano de Desarrollo, la Organización de Estados Americanos y el Departamento de Estado de los Estados Unidos. 
Fue contralor general de la República (1996) en el gobierno del presidente Joaquín Balaguer. Luego fue designado embajador representante permanente ante la Organización de Estados Americanos (OEA) por el presidente Leonel Fernández. 
En los años 2001 y 2002 fue contratado por el Gobierno Dominicano para coordinar esfuerzos tendentes a elaborar una Agenda Nacional de Desarrollo. Antes, entre los años 1988 y 1992, ya había trabajado como consultor-coordinador del diálogo sector público-privado con el Programa de las Naciones Unidas para el Desarrollo (PNUD) en Santo Domingo para elaborar la Agenda Nacional. La asesoría del PNUD al Gobierno Dominicano contribuyó a impulsar las reformas estructurales de la economía dominicana en el último decenio del siglo XX.
Su libro, Los Estados Unidos en el Derrocamiento de Trujillo (1985), coincidieron en citarlo y elogiarlo en escritos separados los intelectuales expresidentes de la República Joaquín Balaguer y Juan Bosch; aquella publicación con otros libros suyos en el año 1985 ocuparon la primera posición en ventas, de acuerdo con una encuesta que realizó la sección literaria del vespertino Ultima Hora editada por el intelectual José Rafael Lantigua, exministro de Cultura de la República Dominicana. 

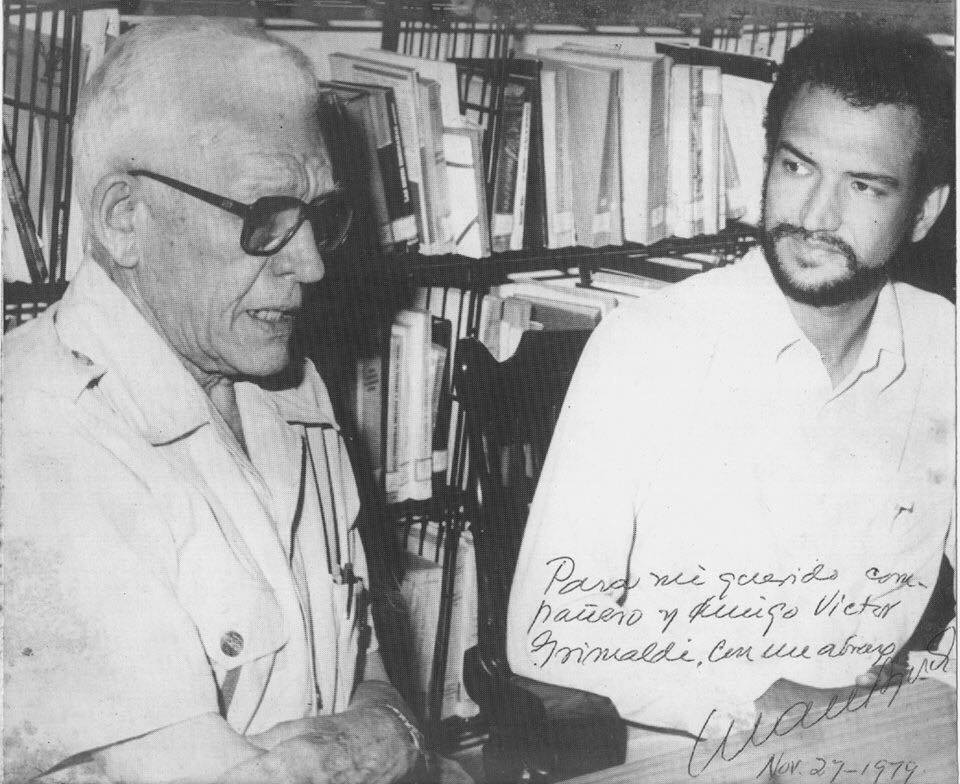
Víctor Manuel Grimaldi Céspedes (derecha) con el Profesor Juan Bosch. Foto dedicada con la firma de Bosch, escritor y político dominicano.

Fue Secretario de Información del Partido de la Liberación Dominicana, y miembro de su Comité Central (1979). Trabajó desde 1977 como cercano colaborador del Profesor Juan Bosch, fundador del Partido de la Liberación Dominicana (PLD). 
La Feria Internacional del Libro de Santo Domingo 2011 le otorgó un reconocimiento por sus trabajos de investigación y sus publicaciones históricas.
El 3 de abril de 2009 presentó sus Cartas Credenciales al Papa Benedicto XVI. El Papa Benedicto XVI lo condecoró con la Orden de Pio IX. Actualmente[¿cuándo?] es el Decano del Grupo de Embajadores Latinoamericanos acreditados ante la Santa Sede.
Durante su gestión como Embajador de la República Dominicana ante la Santa Sede se han estrechado los lazos de amistad y colaboración entre el Estado Dominicano y la Sede Apostólica y sus distintos organismos. Entre los logros de su trabajo diplomático en el Vaticano puede citarse la celebración en el 2011 en Santo Domingo, la ciudad capital de la República Dominicana, de una Feria Internacional del Libro que tuvo a la Santa Sede como Invitado de Honor. Asimismo, ha logrado que dos jefes de Estado hayan sido recibidos en Audiencia Privada por dos Papas. En el 2010 Benedicto XVI recibió al Presidente Leonel Fernández, y en el 2014 Papa Francisco recibió al actual Presidente Danilo Medina. Dos primeras damas en ocasiones distintas a las visitas presidenciales también han estado en actividades con Su Santidad presente, lo mismo que un Vicepresidente y una Vicepresidenta de la República. El Presidente del Senado y varios ministros también han saludado al Papa por gestiones de la Embajada a su cargo. Varios centenares de mujeres y hombres del pueblo sencillo de la República Dominicana han recibido la misma gracia en Plaza de San Pedro durante este tiempo en que ha sido Embajador ante la Santa Sede. Se han desarrollado, además, varios niveles de intercambios entre las autoridades, el pueblo dominicano y la Sede Apostólica y sus organismos, además de los numerosos peregrinos dominicanos y funcionarios del Gobierno que visitan Ciudad del Vaticano a conocer los orígenes de una cultura religiosa que forma parte de las esencias nacionales del pueblo dominicano.

## Libros publicados
- Entrevistas, Análisis y Reportajes (1977)
- Los Estados Unidos en el Derrocamiento de Trujillo (1985)[5]
- El Diario Secreto de la Intervención Norteamericana de 1965 (ediciones de 1985 y 1989)[6]
- El Misterio del Golpe de 1963 (1985)
- Juan Bosch el Comienzo de la Historia (1990)
- Cambios Mundiales, Desarrollo y Concertación Social (1991)
- Crisis en 1990 y Una Agenda Nacional más Allá de 1994 (1993)
- Tumbaron al Jefe (ediciones de 1999, 2004 y 2009)[7]
- En la Contraloría (1999)
- Golpe y Revolución (ediciones de 2000 y 2008)[8]
- En la Fábrica del Siglo (ediciones de 2001 y 2005)[9]
- Sangre en el Barrio del Jefe (ediciones de 2007, 2008 y 2009)[10][11]
- 1965, La Invasión Norteamericana (2005)[12]
- Juan Bosch y Garcia Márquez, Entrevistas (2009)[13]
- Balaguer Subiendo Al Poder (2009)[14]
- La Guerra de Pichirilo (2012)[15]